# Nákupní komise
Nákupní komise je poradním orgánem ředitele muzea.
Muzeum získává do svých sbírek předměty dvěma základními způsoby: úplatně a bezúplatně. Pro proces úplatného získávání sbírkových předmětů je stanovena ředitelem muzea nákupní komise. Tato komise se schází dle potřeb muzea (většinou dvakrát ročně). Jsou do ni delegováni odborní pracovníci, kteří rozhodují o zakoupení či nezakoupení předmětu do sbírek i o případné ceně, která je akceptovatelná a za kterou bude nakoupen. Nákupní komise je pouze poradním orgánem ředitele muzea a konečné rozhodnutí vydává ředitel.